# Herbiphantes pratensis
Herbiphantes pratensis là một loài nhện trong họ Linyphiidae.
Loài này thuộc chi Herbiphantes. Herbiphantes pratensis được Andrei V. Tanasevitch miêu tả năm 1992.